# 199986 Chervone
199986 Chervone è un asteroide della fascia principale. Scoperto nel 2007, presenta un'orbita caratterizzata da un semiasse maggiore pari a 2,7267397 UA e da un'eccentricità di 0,1625616, inclinata di 13,82657° rispetto all'eclittica.